# 劳拉·马里诺
劳拉·马里诺（法語：Laura Marino，1993年7月2日—），生于里昂，法国女子跳水运动员，她曾搭档马修·罗塞特获得2017年世界游泳锦标赛混合团体金牌。她也曾参加2016年夏季奥林匹克运动会。